# News of the World (película)
News of the World es una película de drama y wéstern de 2020 coescrita y dirigida por Paul Greengrass, basada en la novela de 2016 del mismo título de Paulette Jiles, y protagonizada por Tom Hanks y Helena Zengel. La película sigue a un veterano de la Guerra Civil que debe devolver a una niña que fue robada por los nativos americanos cuando era pequeña a su última familia restante.
News of the World fue estrenada en cines por Universal Pictures en los Estados Unidos el 25 de diciembre de 2020 y por Netflix en otros territorios internacionales.

## Trama
En 1870 el capitán Jefferson Kyle Kidd (Tom Hanks), un antiguo oficial del Ejército Confederado ahora se gana la vida viajando de ciudad en ciudad leyendo periódicos para la población por diez centavos por persona. Después de una de esas noches de lectura de noticias, Kidd se dirige a su próxima ubicación cuando se encuentra con un carro volcado en la carretera. Desmontando para investigar más a fondo, se encuentra con el cuerpo de un soldado negro y una niña blanca llamada Johanna (Helena Zengel), que está vestida con ropa kiowa. Después de un encuentro con una patrulla del Ejército de la Unión, Kidd recibe instrucciones de llevar a la niña a los oficiales de la Unión en un puesto de control en una ciudad cercana en donde la Oficina de Asuntos Indígenas resolverá la situación de devolver a Johanna a su familia sobreviviente. A regañadientes Kidd accede a la orden del militar.
En el puesto de control de la Unión, se le informa a Kidd que el representante de la Oficina de Asuntos Indígenas está en la reservación y no estará disponible durante tres meses. Kidd busca ayuda de Simon Boudlin (Ray McKinnon), un ex soldado confederado, lee las noticias y, al regresar, acepta de mala gana la responsabilidad de devolver a la niña a su familia sobreviviente en Castroville. A medida que los dos parten, intentan encontrar un terreno común, ninguno tiene mucho éxito en comunicarse con el otro ya que la niña no recuerda su idioma materno, solo entiende kiowa. Esto se agrava aún más en la siguiente parada en Dallas cuando Kidd se enfrenta a tres ex soldados confederados convertidos en delincuentes que expresan interés en comprar a la niña de Kidd. A Kidd le ofrecen 100 dólares pero este se niega rotundamente, pero los tres hombres los persiguen, lo que lleva a un tiroteo en el desierto durante el cual Johanna y Kidd matan a los agresores  trabajar juntos por la autoconservación.
En la siguiente parada, Kidd se encuentra con una banda radical de milicias que trabajan para "limpiar" el condado de forasteros. Kidd es contratado para leer las noticias aprobadas del líder de la ciudad el Sr. Farlay (Thomas Francis Murphey), pero en su lugar Kidd opta por leer de un periódico diferente sobre un grupo de mineros de carbón en Keel Run, Pennsylvania que se manifiestan contra un hombre cruel cuya negativa a cumplir con las normas de seguridad pone en peligro a sus mineros. La historia de Kidd incita a disturbios civiles y, en última instancia, resulta en que Johanna mata a tiros a Farlay y salva a Kidd. Posteriormente Kidd y Johanna siguen su viaje con destino a Castroville pero antes se desvían para localizar la granja de la familia de Johanna. Durante el viaje la carreta de Kidd se destruye, dejando a Johanna y Kidd a pie, pero en la planicie una tormenta de arena los toma por sorpresa, hasta que providencialmente la pareja se encuentra con miembros de la tribu kiowa con quienes Johanna puede obtener un caballo.
Kidd y Johanna finalmente llegan a la granja de sus tíos, Anna y Wilhelm, quienes revelan que los padres de Johanna, unos inmigrantes alemanes, se habían ido por su cuenta y se habían mudado a la región montañosa donde la tierra sería más barata; esto los llevó a ser asesinados en una incursión kiowa y a Johanna secuestrada hace unos 6 años. Kidd deja a regañadientes a Johanna (quien se resiste), con ellos y regresa a San Antonio. Su esposa, María Luisa Betancourt Kidd, murió de cólera en 1865. Ahora sin ningún familiar, visita la misión donde está enterrada y con tristeza deja su anillo de bodas y el relicario con su foto en su tumba.
Kidd regresa Castroville donde dejó a Johanna y la encuentra atada de un tobillo a un poste, sus tíos explican que ella se negó a trabajar y temían que huyera. Pidiendo perdón, Kidd le dice a Johanna (en kiowa), que ella le pertenece. Johanna acepta, su tía y su tío los dejan marcharse. En un epílogo, Kidd  sigue leyendo los periódicos en un pueblo con Johanna ayudando en los efectos de sonido y con un nuevo nombre, Johanna Kidd.

## Reparto
- Tom Hanks como el Capitán Jefferson Kyle Kidd
- Helena Zengel como Johanna Leonberger / Cicada
- Michael Covino como Mark Edgefield
- Fred Hechinger como John Calley
- Neil Sandilands como Wilhelm Leonberger
- Winsome Brown	como Anna Leonberger
- Thomas Francis Murphy como Merritt Farley
- Mare Winningham como Jane
- Elizabeth Marvel como Ella Gannett
- Chukwudi Iwuji como Charles Edgefield
- Ray McKinnon como Simon Boudlin
- Bill Camp como Corey Farley

## Producción
En mayo de 2017, Fox 2000 Pictures compró los derechos de distribución de una adaptación de la novela de Paulette Jiles con Luke Davies escribiendo el guion y Tom Hanks como protagonista. En febrero de 2019, Paul Greengrass fue anunciado como director. Como resultado de la fusión de Disney y Fox, la película se transfirió a Universal Pictures. En agosto de 2019 se agregaron al elenco Helena Zengel, Michael Covino y Fred Hechinger, mientras que Thomas Francis Murphy se unió en septiembre. En noviembre de 2020, Netflix compró los derechos de distribución internacional de la película, excluyendo Estados Unidos. El rodaje comenzó el 2 de septiembre de 2019 en Santa Fe, Nuevo México.

## Estreno
News of the World fue estrenada en cines por Universal Pictures en Estados Unidos el 25 de diciembre de 2020, y en Netflix en otros territorios internacionales, seguido de un lanzamiento de video premium bajo demanda (PVOD) en Estados Unidos el 15 de enero de 2021. Originalmente iba a ser estrenada por Fox 2000 Pictures. En noviembre de 2020, se anunció que Netflix había adquirido los derechos de distribución internacional, a excepción de Estados Unidos y China, y que la estrenaría digitalmente en su servicio de streaming.